# 橫山雅美
橫山雅美（1981年12月12日—），出生於日本東京都江東區，是日本女子排球運動員，身高170公分，體重57公斤，場上位置為二傳。

## 生涯簡介
橫山自小學二年級時開始打球，在成德學園高校時期曾經參與春季高校排球大賽等賽事。而在嘉悅女子短期大學就讀期間，曾入選2001年世界大學生運動會日本女排代表，2000年及2001年先後入選參加東西部學生排球選拔戰。
2002年簽約加盟Denso Airybees。2003年世界大學生運動會期間，橫山再度入選日本大學生女排代表並出任隊長。而在2007-08球季的V.Premier Legaue，橫山協助Denso Airybees獲得史上首次年度總亞軍，球隊更在2008年5月舉行的黑鷲旗錦標賽中首次登上冠軍寶座。
2005年，橫山首次錄入至日本女排的候補名單；2009年4月也首次被錄取至日本女排集訓名單。

## 生涯及得獎經歷
- 生涯簡歷

文京學院大學附屬女子中學→成德學園高校→嘉悅女子短期大學→Denso Airybees（2002年至今）
- 日本女排 - 2009年

## 外部連結
- Denso Airybees官方網站 （页面存档备份，存于）
- Denso Airybees選手簡介 - 橫山雅美 （页面存档备份，存于）